# Drávatamási
Drávatamási (kroatisch Tomašin) ist eine ungarische Gemeinde im Kreis Barcs im Komitat Somogy.

## Geografische Lage
Drávatamási liegt ungefähr acht Kilometer östlich der Stadt Barcs, am linken Ufer des Flusses Dráva, der die Grenze zu Kroatien bildet. Ungarische Nachbargemeinden sind Drávagárdony, Kastélyosdombó und Darány. Jenseits der kroatischen Grenze liegt drei  Kilometer südwestlich der Ort Žlebina.

## Geschichte
Im Jahr 1913 gab es in der damaligen Kleingemeinde 103 Häuser und 670 Einwohner auf einer Fläche von 1586 Katastraljochen. Sie gehörte zu dieser Zeit zum Bezirk Barcs im Komitat Somogy.

## Gemeindepartnerschaften
- Dârjiu, Rumänien
- Mujna, Rumänien

## Sehenswürdigkeiten
- Grabmal der Familie Thassy (Thassy-család síremléke)
- Hafen (kikötő)
- Römisch-katholische Kirche Szent Vendel, erbaut Mitte des 19. Jahrhunderts
- Standbild des Heiligen Johannes Nepomuk (Nepomuki Szent János szobra)
- Weltkriegsdenkmal (Világháborús emlékmű)

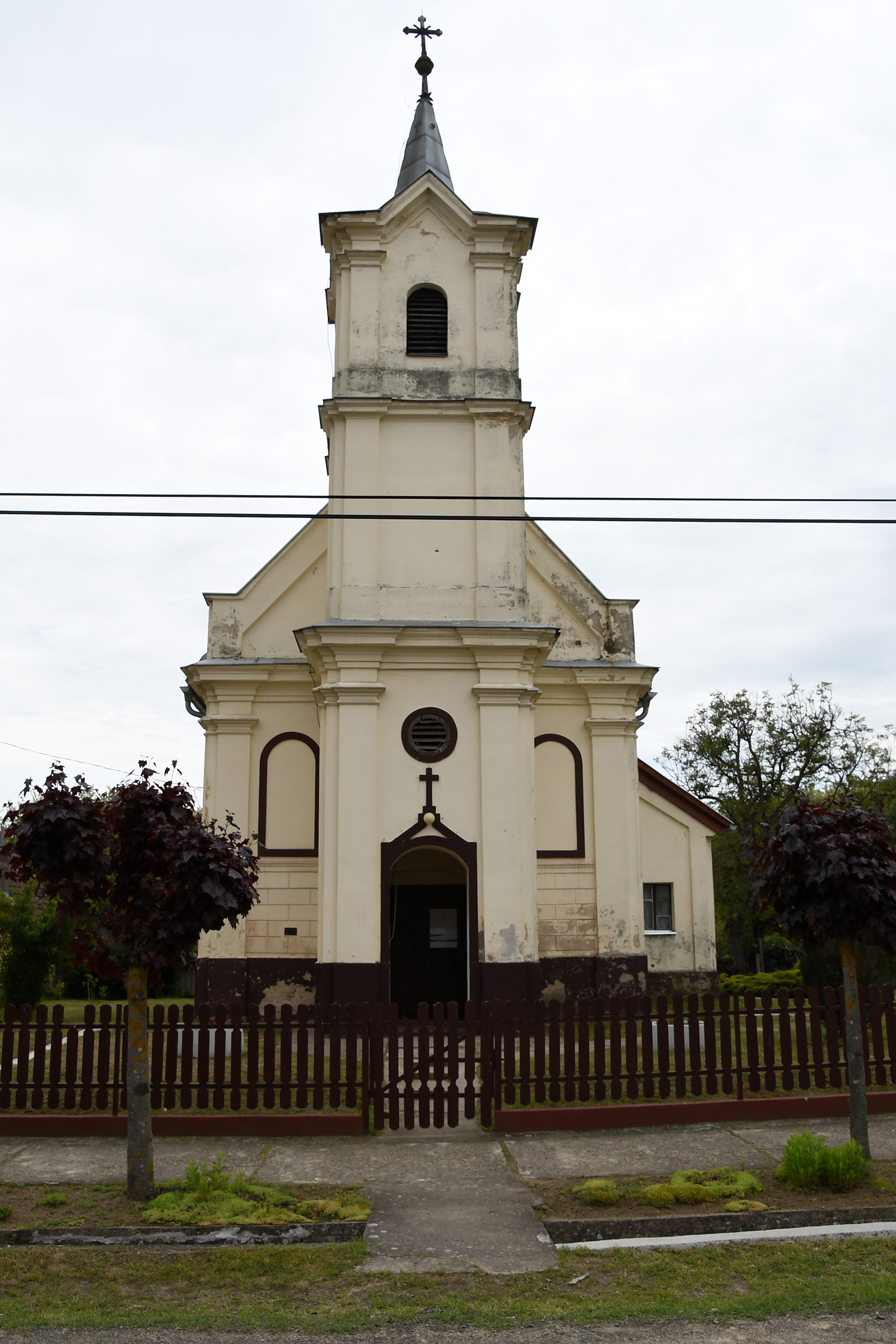
Römisch-katholische Kirche Szent Vendel
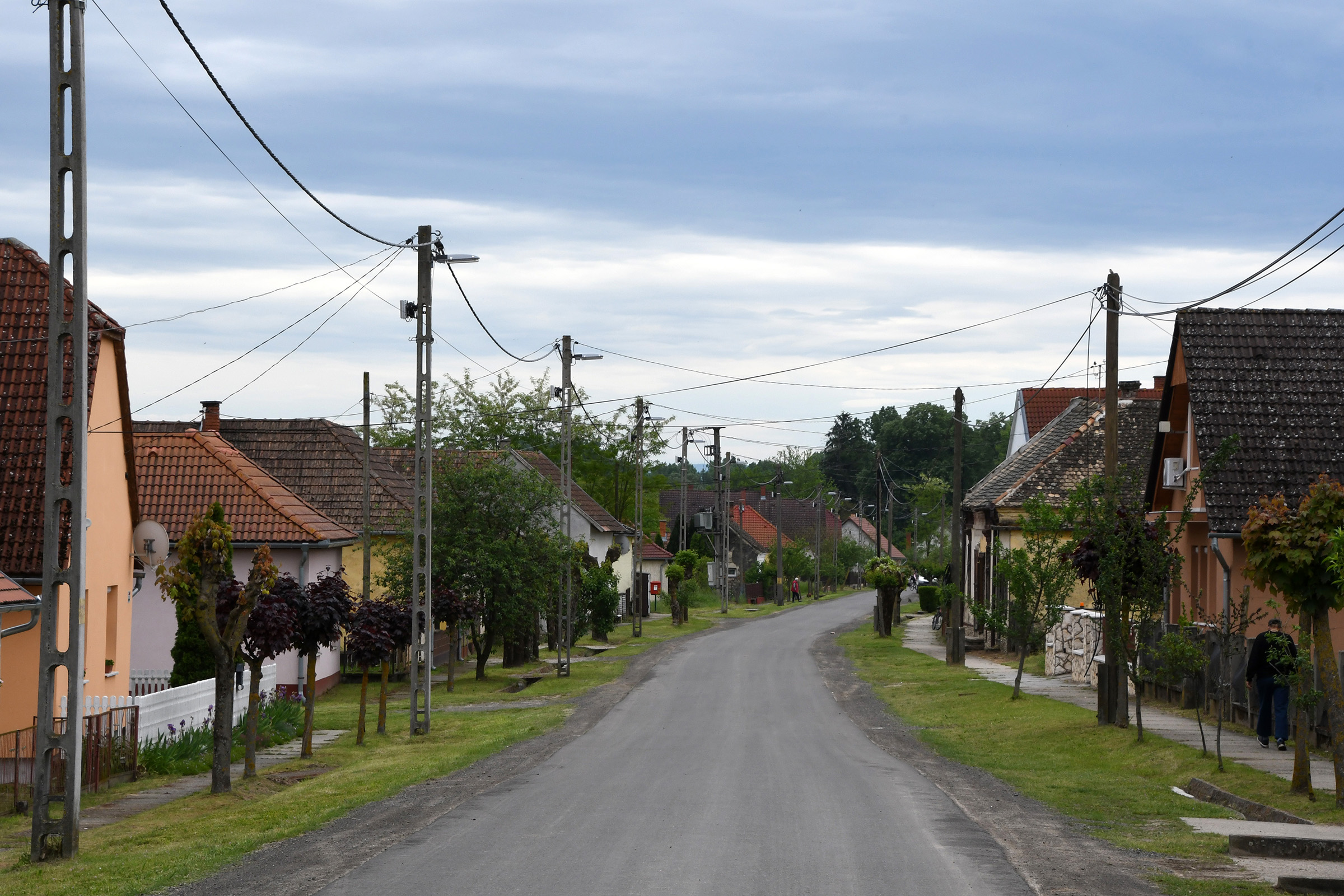
Nebenstraße Nr. 58161
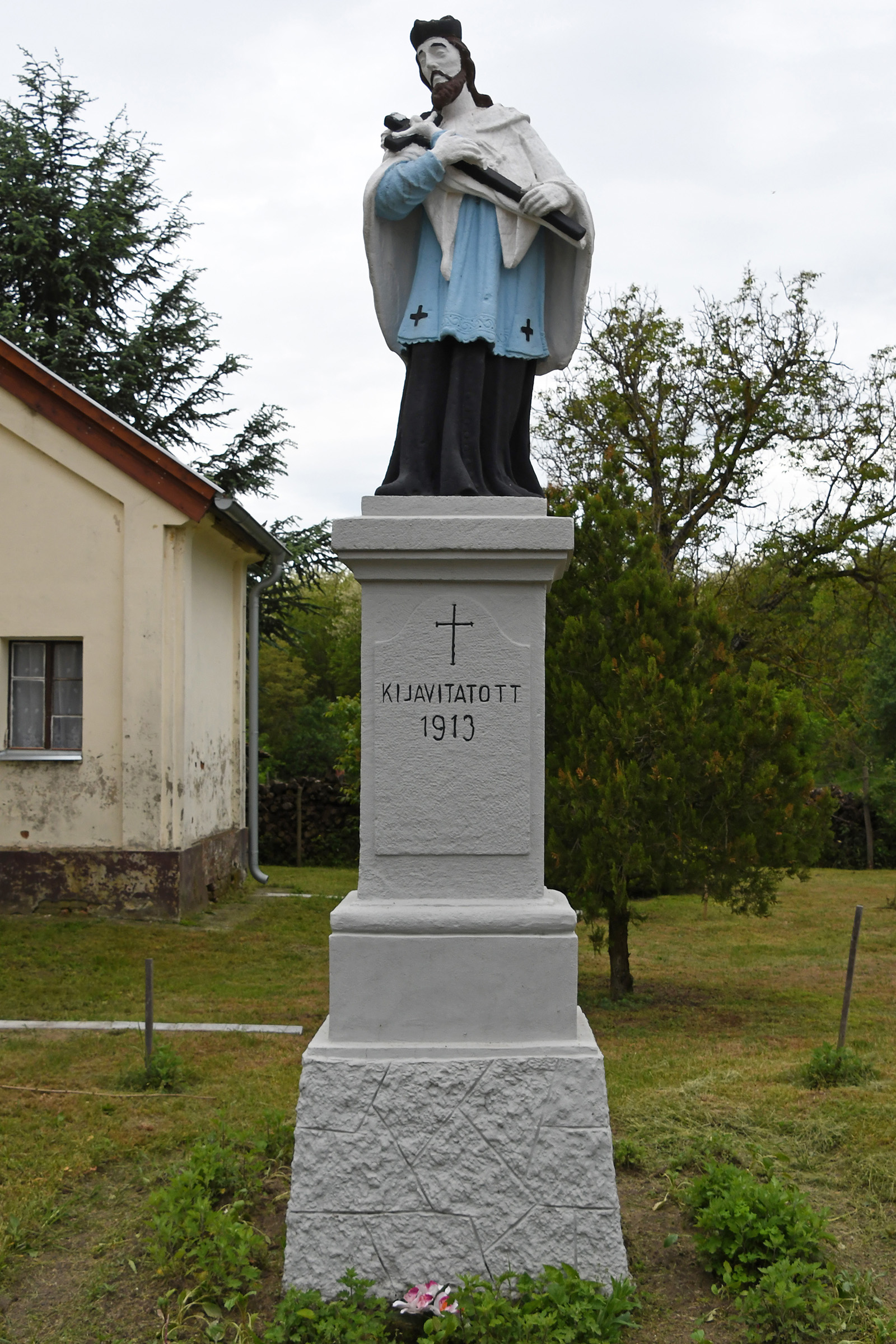
Nepomuki-Szent-János-Statue

## Verkehr
Drávatamási ist nur über die Nebenstraße Nr. 58161 zu erreichen. Der Bahnhof des Ortes ist stillgelegt, da der Verkehr auf der Eisenbahnstrecke von Barcs nach Villány im Jahr 2007 eingestellt wurde, so dass Bahnreisende den ungefähr acht Kilometer nördlich liegenden Bahnhof in Darány nutzen müssen. Es bestehen Busverbindungen über Darány nach Barcs sowie über Drávagárdony nach Kastélyosdombó.